# Nasprotni vektor
Nasprótni véktor poljubnega vektorja je vektor, katerega dolžina (modul) je enaka, smer pa nasprotna.
Vsota dveh protismiselno enakih vektorjev, vektorja {\displaystyle \mathbf {a} } in njegovega nasprotnega vektorja (označbe {\displaystyle {\vec {a}}'}, {\displaystyle \mathbf {a} '} ali {\displaystyle {\vec {\mathbf {a} }}'}) je ničelni vektor:
{\displaystyle {\vec {\mathbf {a} }}+{\vec {\mathbf {a} }}'={\vec {\mathbf {a} }}+(-{\vec {\mathbf {a} }})={\vec {\mathbf {0} }}\!\,.}
Nasprotni vektor se dobi iz vektorja, če se ga skalarno pomnoži z {\displaystyle -1}:
{\displaystyle {\vec {\mathbf {a} }}'\equiv -{\vec {\mathbf {a} }}=(-1){\vec {\mathbf {a} }}\!\,.}
Vsakemu vektorju je nasproten samo en vektor. Ničelni vektor {\displaystyle {\vec {\mathbf {0} }}} je nasproten samemu sebi:
{\displaystyle {\vec {\mathbf {0} }}={\vec {\mathbf {0} }}'=-{\vec {\mathbf {0} }}\!\,.}